# Вементри
Ве́ментри (англ. Vementry) — необитаемый остров в архипелаге Шетландских островов, Шотландия.

## Этимология
Название острова возможно произошло от древнескандинавского -Vemunðarey — остров человека по имени Вемунтр.

## География

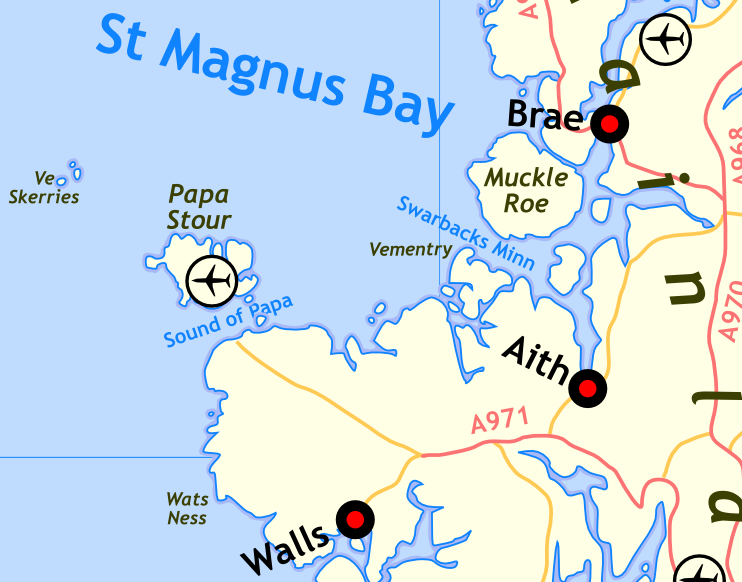
Карта острова Вементри

Расположен в юго-восточной части залива Сент-Магнус, глубоко врезанного в западный берег острова Мейнленд. Ближайшие крупные острова: Макл-Ро на севере, Папа-Литтл на востоке, Мейнленд на юге, Папа-Стур на западе. Окружён небольшими необитаемыми островами: Грюна, Линга и другими. Ближайшие населённые пункты на острове Мейнленд: Уэст-Баррафёрт и Эйт.
Площадь острова — 3,7 квадратных километра.

## История

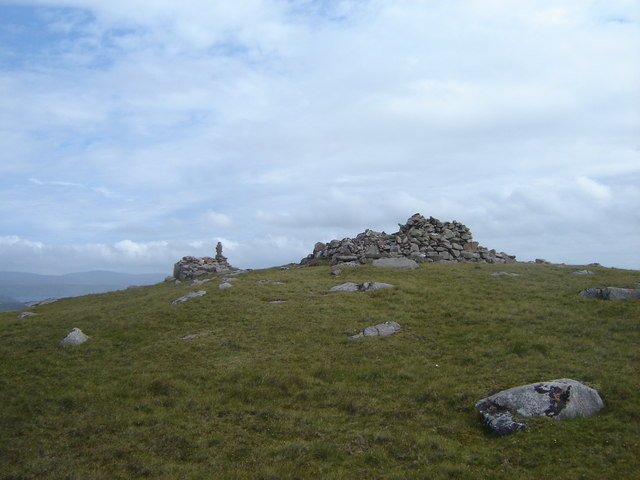
Погребальное сооружение «Макл-Уорд».

На острове сохранилось каменное погребальное сооружение «Макл-Уорд» времён неолита.
Исторически остров Вементри входит в приход Сэндстинг.